# Vepština

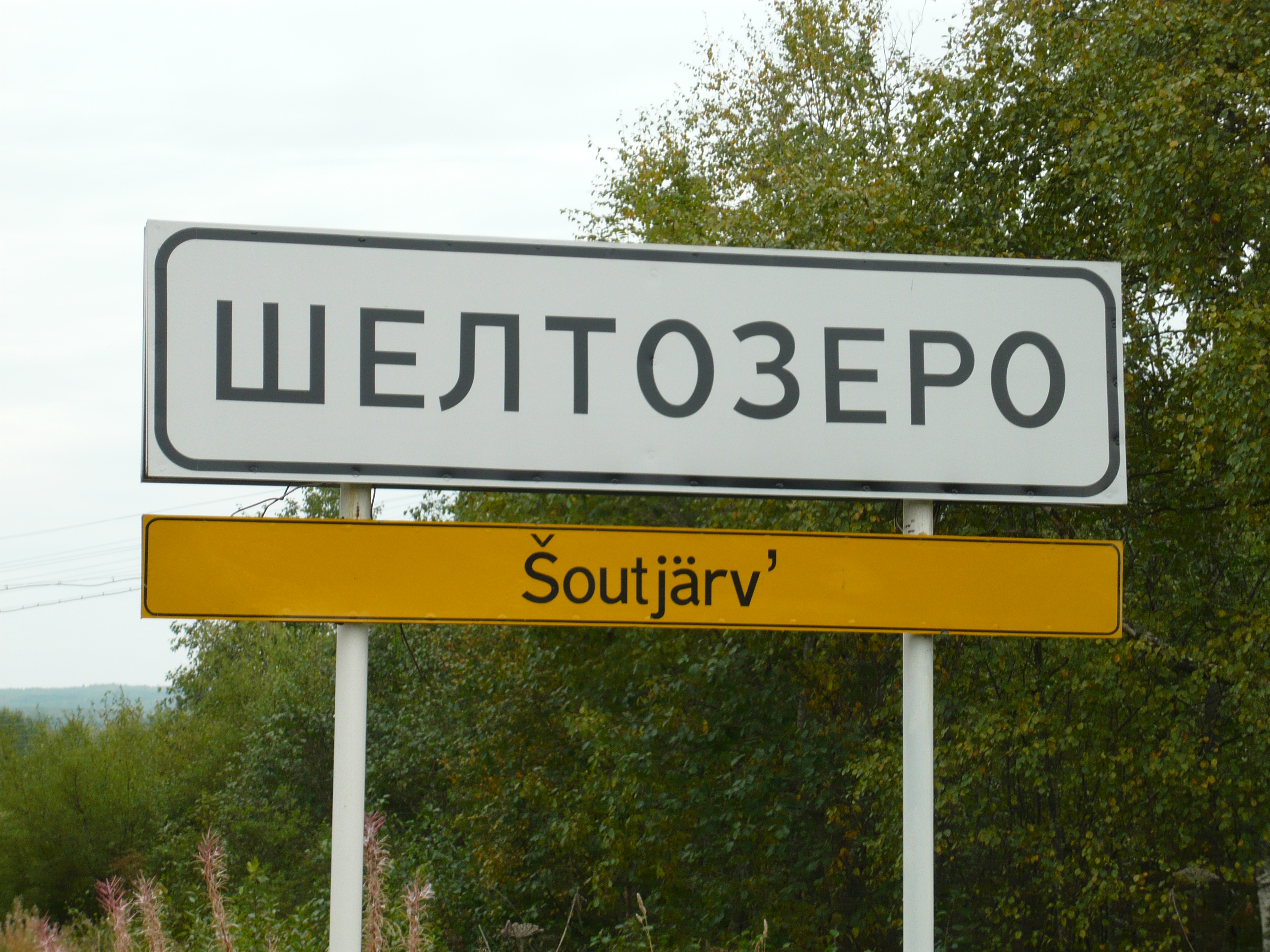
Dvojjazyčná silniční značka v Šoltozeru (vepsky Šoutjärv’, rusky Шёлтозеро)

Vepština (vepsky vepsän kel’, rusky вепсский язык) je baltofinský jazyk, který patří
do ugrofinské větve uralské jazykové rodiny. Je blízce příbuzná finštině, estonštině a karelštině.
Počet mluvčích podle statistik Sovětského svazu z roku 1989 je 6 355.
Vepštinou hovoří lidé žijící v Karelské republice, Vologdské oblasti a Leningradské oblasti v severozápadním Rusku. Podle oblastí rozšíření vepštiny rozeznáváme tři její dialekty: severní nářečí vepštiny se vyskytuje v Prioněžském rajóně v jihovýchodní části Karelské republiky na břehu Oněžského jezera, střední nářečí vepštiny se vyskytuje v Leningradské oblasti a v některých částech Vologdské oblasti, jižní nářečí vepštiny se vyskytuje Boksitogorském rajóně na jihovýchodě Leningradské oblasti.
Vepština je z morfologické klasifikace převážně aglutinačním jazykem s prvky typu flektivního i izolačního, stejně jako ostatní baltofinské jazyky. Vzhledem k tomu, že se vepsky mluvící obyvatelstvo nachází nejvýchodněji z národů skupiny baltofinských jazyků, je odedávna pod silným vlivem ruštiny. Ta ovlivnila především fonetiku a slovní zásobu, např. sumk („taška“) srov. rus. сумка (= sumka).

## Historie
První písemnosti psané vepským jazykem se objevily až v 30. letech 20. století. Bylo vydáno kolem 30 publikací, převážná většina z nich byla učebnicemi. Po roce 1937 byla veškerá literatura ve vepštině zakázána. Dlouhá léta tak jazyk zůstával pouze v mluveném projevu. Koncem 80. let 20. století vlivem Gorbačovovy perestrojky začal národně-kulturní vzestup vepské menšiny. Byly vydány nové slabikáře i další učebnice, objevily se i publikace krásné literatury. Také se začala do vepštiny překládat bible. V roce 1991 v Petrozavodsku (vepsky Petroskoi) začal Vepský kulturní spolek vydávat měsíčně noviny Kodima. Toto periodikum vychází celé nejen ve vepském jazyce, ale existuje i varianta psaná v ruštině. Centrem vepské kultury a vzdělání je považováno město Petrozavodsk.

## Abeceda a fonetika

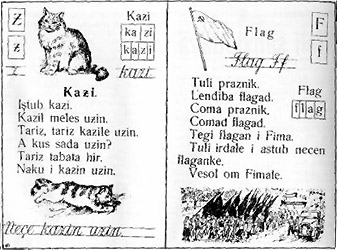
Vepský slabikář, 30. léta 20. století

K zápisu vepštiny se používá latinka, rozšířená o písmena č, š, ž, ü, ä, ö. Písmena q, w, x a y se vyskytují jen v cizích jménech. Pravopis je inspirován hlavně estonštinou, s níž se vepština shoduje též v řazení písmen v abecedě (z a ž jsou řazeny za s a š, samohlásky s diakritikou jsou řazeny na konec abecedy).
| Velká písmena | A | B | C | Č | D | E | F | G | H | I | J | K | L | M | N | O | P | R | S | Š | Z | Ž | T | U | V | Ü | Ä | Ö |
| Malá písmena  | a | b | c | č | d | e | f | g | h | i | j | k | l | m | n | o | p | r | s | š | z | ž | t | u | v | ü | ä | ö |

V průběhu vývoje jazyka, zřejmě pod vlivem ruštiny, vepština ztratila dlouhé samohlásky, např. sur’ (velký) srov. fin. suuri, ma (země) srov. fin. maa. Dvojhlásky se zachovaly. Vokálová harmonie (typická například pro finštinu) se zachovala jen částečně. Samohlásky lze rozdělit podle otevřenosti úst a polohy jazyka při tvorbě.
|          | přední | zadní |
| -------- | ------ | ----- |
| otevřené | ä      | a     |
| středové | e, ö   | o     |
| zavřené  | i, ü   | u     |

Výslovnost samohlásek a, e, i, o, u je podobná češtině. Ostatní se čtou takto:
- ä – hodně otevřené e
- ö – polozavřené, zaokrouhlené e
- ü – zavřené, zaokrouhlené i

V průběhu vývoje jazyka se vepština obohatila o znělé plozivní souhlásky b, d, g, např. jogi („řeka“) srov. fin joki, frikativní souhlásky š, z, ž, f, např. käzi („ruka“) srov. fin. käsi, afrikátní souhlásky c, č, např. seičeme („sedm“) srov. fin seitsemän a množství palatalizovaných (měkčených) souhlásek, které se v jazyce objevily pod silným vlivem ruštiny. Tyto souhlásky se v textu značí znakem ’ (apostrof), který se zapisuje za palatalizovanou souhlásku, např. sur’ („velký“), kir’b („kytice“). Mezi baltofinskými jazyky obsahuje vepština nejvíc souhlásek. Mnoho slov ve vepštině ztratilo oproti jiným baltofinským jazykům koncovou samohlásku, např. koir’ („pes“) srov. fin. koira, päiv’ („den“) srov. fin. päivä. Výslovnost souhlásek je obdobná češtině. Výjimkou jsou palatalizované souhlásky, ty se vyslovují měkčeji (podobně jako se v češtině vyslovuje ď na rozdíl od d). Zdvojené souhlásky značí dlouhé souhlásky, např. lähtta („odejít“). Ty se čtou
podobně jako v češtině zdvojené č ve slově babiččin.

## Gramatika
Na rozdíl od většiny jiných baltofinských jazyků ve vepštině neexistuje střídání kmenových souhlásek. Vepština také nerozlišuje rody, nemá určitý ani neurčitý člen.

### Jména
Pro skloňování jmen používá vepština systém 23 mluvnických pádů.
| pád              | koncovka       | kala („ryba“) | pöud („pole“) |
| ---------------- | -------------- | ------------- | ------------- |
| nominativ        |                | kala          | pöud          |
| genitiv          | -n             | kalan         | pöudon        |
| akuzativ         | -n             | kalan         | pöudon        |
| partitiv         | -d, -t         | kalad         | pöudod        |
| translativ       | -ks, -kš       | kalaks        | pöudoks       |
| abessiv          | -ta            | kalata        | pöudota       |
| komitativ        | -nke           | kalanke       | pöudonke      |
| inessiv          | -s, -š         | kalas         | pöudos        |
| elativ           | -späi, -špäi   | kalaspäi      | pöudospäi     |
| illativ          | -hV, -ze       | kalha         | pöudho        |
| adessiv          | -l             | kalal         | pöudol        |
| ablativ          | -lpäi          | kalalpäi      | pöudolpäi     |
| allativ          | -le            | kalale        | pöudole       |
| essiv-instruktiv | -n             | kalan         | pöudon        |
| prolativ         | -dme, -tme     | kaladme       | pöudodme      |
| approximativ I   | -nno           | kalanno       | pöudonno      |
| approximativ II  | -nnoks         | kalannoks     | pöudonnoks    |
| egressiv         | -nnopäi        | kalannopäi    | pöudonnopäi   |
| terminativ I     | -hVsai, -zesai | kalhasai      | pöudhosai     |
| terminativ II    | -lesai         | kalalepäi     | pöudolesai    |
| terminativ III   | -ssai          | kalassai      | pöudossai     |
| aditiv I         | -hVpäi, -zepäi | kalhapäi      | pöudhopäi     |
| aditiv II        | -lepai         | kalalepäi     | pöudlepäi     |

### Zájmena
minä – já 

sinä – ty 

hän – on/ona/ono 

mö – my 

tö – vy 

hö – oni/ony/ona

### Číslovky
1 – üks’ 

2 – kaks’ 

3 – koume 

4 – nell’ 

5 – viž 

6 – kuz’ 

7 – seičeme 

8 – kahesa 

9 – ühesa 

10 – kümne 

100 – sada 

1000 – tuha

### Slovesa
Pro časování sloves v kladném přítomném čase se užívají koncovky -n, -d, -b, -m (-mei), -t (-tei), -tas / -das (-ba). Pro vyjádření záporu se používá speciální záporové sloveso ei, na němž se vyjadřují kategorie osoby a čísla. Významové sloveso v záporné větě je bez koncovky (pouze kmen slovesa) v jednotném čísle nebo má koncovku -goi / -koi v množném čísle. Sloveso olda („být“) je nepravidelné ve 3. osobě.
|        |        | olda (být) | olda (být) | sanuda (říci)    | sanuda (říci) |
|        |        | kladná     | záporná    | kladná           | záporná       |
| ------ | ------ | ---------- | ---------- | ---------------- | ------------- |
| j. č.  | 1. os. | olen       | en ole     | sanun            | en sanu       |
| j. č.  | 2. os. | oled       | ed ole     | sanud            | ed sanu       |
| j. č.  | 3. os. | om         | ei ole     | sanub            | ei sanu       |
| mn. č. | 1. os. | olem       | em olgoi   | sanum            | em sanugoi    |
| mn. č. | 2. os. | olet       | et olgoi   | sanut            | et sanugoi    |
| mn. č. | 3. os. | oma        | ei olgoi   | sanudas (sanuba) | ei sanugoi    |

## Revitalizace vepštiny
První fáze ustavení pravopisu pro vepštinu proběhla ve 30. letech 20. století. Ortografie se zakládala na latince. Vzniklo na třicet učebnic vepštiny a jazykovědných příruček o vepštině. Začátkem 30. let se pravopis nuceně změnil na upravenou azbuku a od konce 30. let byly výuka vepštiny a vepské publikace zakázané. Jazyk tak postupně skomíral a počet mluvčích dramaticky klesal.  
V 80. letech 20. století se v tehdejším Sovětském svazu otevřely nové možnosti pro revitalizaci vepského jazyka. Karelské centrum pro výzkum v rámci Institutu pro jazyk, literaturu a historii na Ruské akademii věd, se tehdy zaměřilo hlavně na revitalizaci karelštiny a vepštiny. Byla zorganizována první konference o karelském a vepském jazyce a také vznikla mnohá jazykovědná díla ve vepštině, mezi jinými slabikář, slovník, glosáře neologismů a učebnice pro základní a vysoké školy. Na revitalizaci se podíleli učitelé, etnografové, spisovatelé a lingvisté. Také Vepsové projevili zájem o vlastní jazyk a kulturu. 
V roce 1988 se pozornost opět obrátila k ortografii. I v médiích se diskutovalo o tom, jak má vypadat psaná podoba vepštiny. Jazykovědci se rozhodli navázat na tradici z 20. let a ponechat přepis pomocí latinky. Slova se graficky přiblížila jiným baltofinským jazykům, a stala se tak pro jiné ugrofinské národy srozumitelnější. Ve stejném roce vznikla také Společnost pro vepskou kulturu, která pomáhala rozvíjet beletrii a literaturu faktu ve vepštině. 
V roce 1993 vznikly noviny Kodima (Vlast), jejíchž redaktorkou byla Nina Zajceva. Jejich cílem bylo sjednotit národ Vepsů, kteří bydlí v různých oblastech. Až do 80. let totiž mnozí nevěděli o dalších vepských komunitách a věřili, že jsou poslední zbývající Vepsové. Neexistoval také jednotný název pro celý národ. Lidé žijící v jižní a západní oblasti si říkali Čudové, ve střední a severní Lüüdikové a často sami sebe označovali pojmy jako ičemoi rahvaz (naši lidé) a mluvili ičemoi kelel (naším jazykem). Noviny se tedy zaměřovaly na problémy různých skupin Vepsů. Byly psané v ruštině a ve zjednodušené verzi vepštiny, aby všichni bez problémů rozuměli. Ačkoliv si Vepsové vlastní kultury a jazyka cenili, mnozí jej neovládali dostatečně dobře. Články o politice byly v ruštině, jelikož vepština nedisponuje odpovídající slovní zásobou. Vepsové si díky novinám zvykali na psaný jazyk. Na začátku noviny publikovaly články v různých dialektech vepštiny, ale později se rozhodly uveřejňovat pouze standardní formu jazyka, protože mezi dialekty nejsou natolik velké rozdíly, aby mělo smysl je oddělovat. Periodikum také kladlo důraz na pestrost žánrů od básní přes prózu až po překlady. Formálně se sice jedná o noviny, obsahově jde ale spíš o almanach článků o umění a veřejných otázkách. Proto do novin přispívali i začínající vepští spisovatelé, kteří psali buď vepsky, nebo rusky o vepských problémech a tématech. První básně v nich uveřejnili například Nikolaj Abramov, Alevtina Andrejeva, Jurij Bašnin nebo Viktor Jeršov. Součástí novin Kodima byl v letech 2011, 2012 a 2013 i literární časopis Verez tullei (Čerstvý vítr), který také přispěl k rozvoji jazyka. Nemalou mírou se na něm podílely i zkrácené překlady Bible do vepštiny. 
Od 80. let do počátku nového milénia se povedlo jazyk a kulturu značně pozvednout. Jazykovědná díla, která vznikla v 30. letech, byla však již tehdy zastaralá a kvůli svému vysoce zpolitizovanému obsahu je už nebylo možné používat. Zajceva tedy vypracovala 13 knih ve vepštině: čtyři učebnice pro základní školy pro druhou až devátou třídu, tři učebnice pro univerzity, rusko-vepský frazeologický slovník a čtyři další slovníky, mezi nimi i slovník spisovné vepštiny. Jazykovědci také vymýšleli nová slova pro obohacení slovní zásoby vepštiny. Vznikaly tak nové termíny pro praktické a moderní použití, které jsou zahrnuty ve třech glosářích. Slovní zásoba vepštiny tak významně narostla. Pro srovnání slovník z roku 1972 obsahoval 9000 slov, v roce 2012 Zajceva zahrnula již 17 000 hesel. 
V letech 1992, 2002 a 2012 se díky Markku Nieminenovi, překladateli Virantanazu do finštiny a podporovateli vepské literatury, uskutečnil Kongres vepské literatury. Kolem roku 2015 se rozvoj jazyka nicméně opět zpomalil. Program, v jehož rámci se žáci na školách učili termíny ve vepštině, sice na začátku zaznamenal úspěch, ale z důvodu poklesu učitelů, kteří mluvili vepštinou jako prvním jazykem, jej už nebylo možné aplikovat. V současné době se do jazykovědných děl a učebnic zahrnují také dialektální slova a tvary jako ekvivalenty výrazů standardních. Učebnice používají folklorní texty z různých regionů a vznikají glosáře rozdílných nářečních pojmů. 

## Vzorový text
Otče náš (modlitba Páně):
Meiden taivhaline Tatam!
Olgha pühä sinun nimi. Tulgha sinun
valdkund. Tehkas kaik sinun tahton
mödhe täl-ki mal, kut taivhas.
Anda meile kaikuččen päivän meiden jogapäiväine
leib. I pästa meile meiden grähkäd, kut mö-ki
pästam velgad kaikuččele meiden velgnikale. Ala ve
meid manituše, No päzuta meid pašpäi. Amin’.

### Všeobecná deklarace lidských práv
| vepsky   | Kaik mehed sünduba joudajin i kohtaižin, ühtejiččin ičeze arvokahudes i oiktusiš. Heile om anttud mel’ i huiktusentund i heile tariž kožuda toine toiženke kut vel’l’kundad.    |
| karelsky | Kai rahvas roittahes vällinny da taza-arvozinnu omas arvos da oigevuksis. Jogahizele heis on annettu mieli da omatundo da heil vältämättäh pidäy olla keskenäh, kui vellil.     |
| estonsky | Kõik inimesed sünnivad vabadena ja võrdsetena oma väärikuselt ja õigustelt. Neile on antud mõistus ja südametunnistus ja nende suhtumist üksteisesse peab kandma vendluse vaim. |
| finsky   | Kaikki ihmiset syntyvät vapaina ja tasavertaisina arvoltaan ja oikeuksiltaan. Heille on annettu järki ja omatunto, ja heidän on toimittava toisiaan kohtaan veljeyden hengessä. |
| česky    | Všichni lidé se rodí svobodní a sobě rovní co do důstojnosti a práv. Jsou nadáni rozumem a svědomím a mají spolu jednat v duchu bratrství.                                      |